# Badal Muradian

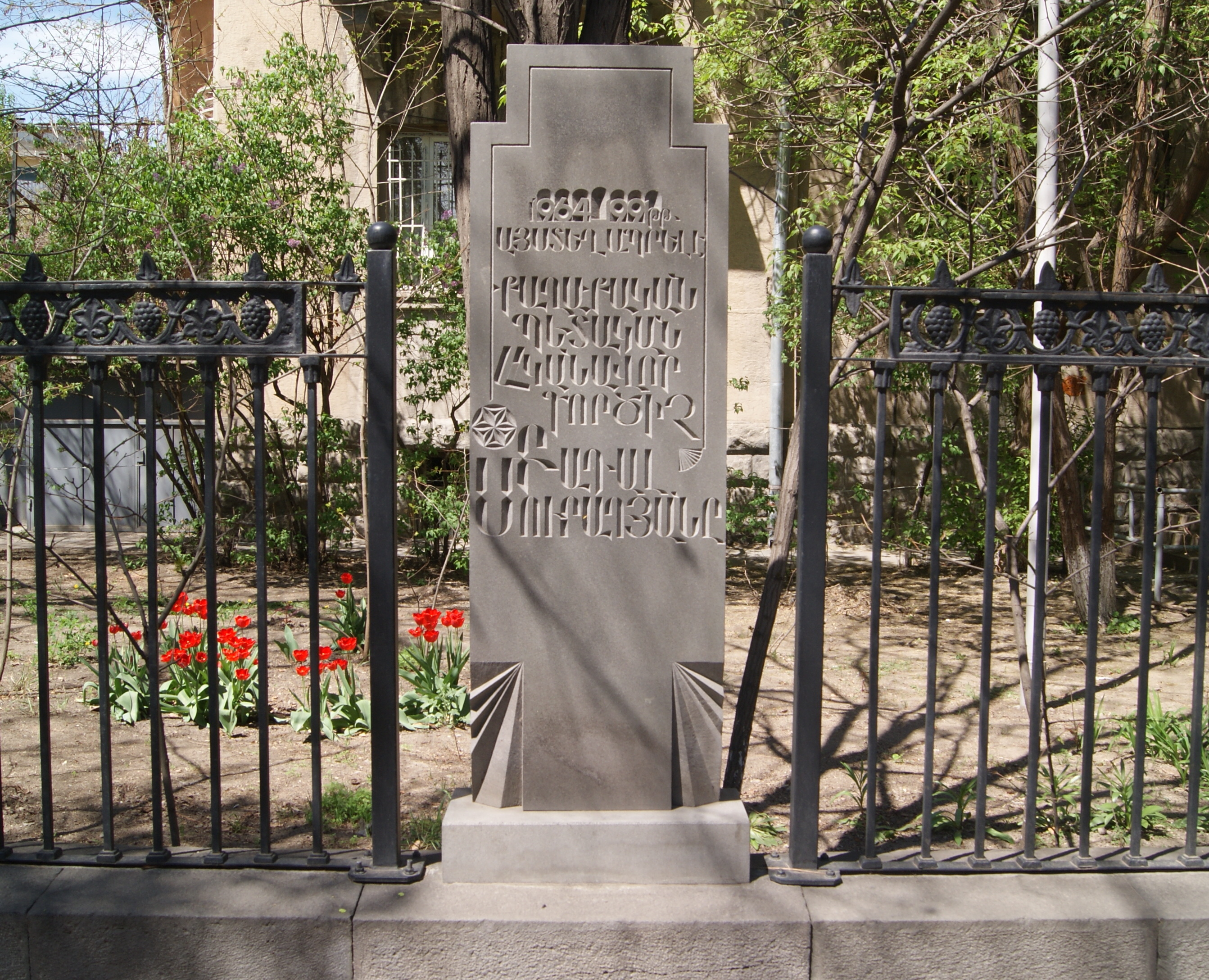

Badal Muradian (ur. 8 stycznia 1915 we wsi Czibuchczi w guberni erywańskiej, zm. 30 września 1991) – radziecki i ormiański polityk, przewodniczący Rady Ministrów Armeńskiej SRR w latach 1966–1972.
W latach 1937–1938 był kierownikiem zmiany w Leningradzkim Zakładzie Syntetycznego Kauczuku, w latach 1938–1939 kierownikiem laboratorium chemicznego w Erywaniu, w latach 1942–1943 służył w Armii Czerwonej, w latach 1943–1945 był geologiem w zakładzie naftowym w Azerbejdżańskiej SRR. W 1948 ukończył studia chemiczne na Erywańskim Instytucie Politechnicznym, w 1951 został przyjęty do WKP(b), od 1955 do 1957 pełnił funkcję I sekretarza Lenińskiego Komitetu Rejonowego Komunistycznej Partii Armenii w Erywaniu, a w latach 1957–1961 był dyrektorem przedsiębiorstwa państwowego im. Kirowa. Od 1961 był I sekretarzem Komitetu Miejskiego KPA w Erywaniu. W latach 1962–1974 był deputowanym do Rady Najwyższej ZSRR. Od 5 lutego 1966 do 21 listopada 1972 pełnił stanowisko przewodniczącego Rady Ministrów Armeńskiej SRR. W okresie 1966–1976 był kandydatem na członka KC KPZR, a w latach 1972–1976 był zastępcą kierownika działu technicznego Kombinatu Chemicznego im. Kirowa w Erywaniu. W 1981 był zastępcą przewodniczącego Państwowego Komitetu Planowania Armeńskiej SRR.